# Once Upon a Time in China III
Once upon a time in China III  (黃飛鴻 III:獅王爭霸 - Wong Fei-hung tsi sam: Siwong tsangba) è un film del 1993 diretto da Tsui Hark, con Jet Li.

## Trama
Durante la dinastia Qing la Cina è minacciata dalle grandi potenze mondiali che ne minano la sovranità, il maestro di arti marziali Wong giunge a Pechino insieme al discepolo Chung per trovare suo padre, impegnato in un importante torneo voluto dall'imperatrice in persona per ripristinare l'orgoglio nazionale e porre in mostra la forza delle arti marziali cinesi. Ma, prima che il torneo inizi, i due si troveranno al centro di una cospirazione per assassinare l'imperatrice, che sembra coinvolgere una potenza straniera.

## Sequel
- Nel 1993 uscì Once Upon a Time in China IV, quarto capitolo della saga, diretto da Yuen Bun ed interpretato da Vincent Zhao, che sostituisce Jet Li. In Italia il film è inedito.

- A causa dello scarso successo del quarto film, Tsui Hark, nel 1995, tornò dietro la macchina da presa per girare L'ultimo combattimento di Wong (Once Upon a Time in China V), sempre interpretato da Zhao.

- Nel 1997 uscì l'ultimo capitolo della saga, intitolato C'era una volta in Cina e in America (Once Upon a Time in China e in America), diretto da Sammo Hung e vede il ritorno di Jet Li come protagonista.

### Serie TV
- Nel 1995 venne realizzata una serie televisiva, intitolata Wong Fei Hung Series.

La serie è ambientata tra gli eventi del quinto e sesto film, e vede il ritorno di Vincent Zhao come protagonista.